# Idaea deversaria
Idaea deversaria ist ein Schmetterling (Nachtfalter) aus der Familie der Spanner (Geometridae). Die Art ist in Mittel- und Südeuropa weit verbreitet.

## Merkmale
Die Falter haben eine Flügelspannweite von 22 bis 28 Millimeter. Die Grundfarbe der Flügel ist strohfarben, oft mit einem Orange- oder Gelbton. Die Querlinien sind braun und heben sich meist deutlich von der Grundfarbe ab. Sehr deutlich ist die gewellte äußere Querlinie, während die innere Querlinie häufig deutlich schwächer ausgebildet ist. Die Mittelbinde ist meist relativ breit. Auf den Hinterflügel ist die äußere Querlinie häufig deutlich schwächer ausgebildet als auf den Vorderflügeln; hier ist häufig die Mittelbinde das am deutlichsten ausgebildete Zeichnungselement. Die Diskalflecke liegen auf den Vorderflügeln meist in der Mittelbinde oder wurzelwärts davon. Auf den Hinterflügeln liegen sie fast immer terminal zur Mittelbinde. Das Saumfeld mit der Wellenlinie ist häufig etwas dunkler als die Grundfarbe ausgebildet. In vielen Exemplare sind auch Flecken auf den Fransen vorhanden.
Die Raupen sind eher schlank mit Quereinschnürungen. Sie sind rotbraun bis graugelb gefärbt mit dunkel eingefasster Rückenlinie. Auf den mittleren Segmenten ist häufig eine dunkle Rautenzeichnung vorhanden, die aber auch fehlen kann.
Die Puppe ist gelbbraun, am Hinterende etwas dunkler. Der Kremaster besitzt sechs gekrümmte Borsten.

## Geographische Verbreitung und Habitat
Die Art ist in Europa weit verbreitet, der Schwerpunkt liegt in Süd- und Südosteuropa. Das Verbreitungsgebiet reicht von Frankreich im Westen bis zum Ural im Osten; im Norden bis ins südliche Fennoskandien. Sie fehlt aber auf den Britischen Inseln, den Niederlanden und Dänemark (mit Ausnahme von Bornholm). Im Süden kommt die Art in Marokko vor, auf der Iberischen Halbinsel, vielen Mittelmeerinseln, Italien, der Balkanhalbinsel und Kleinasien. Von dort zieht sich das Vorkommen weiter über das Kaukasusgebiet, Nordiran bis nach Zentralasien. Die Art ist wärmeliebend und ist nördlich der Alpen auf exponierte, warme Stellen an Südhängen beschränkt. Im Mittelmeerraum ist sie sehr häufig in der Macchie an sonnenexponierten Stellen in Mischwäldern. Die Art ist nördlich der Alpen gewöhnlich auf die Hügelzone bis 500 Meter über NN beschränkt. Sie steigt in den Nordalpen bis auf etwa 1300 Meter, in den Südalpen und im Mittelmeerraum bis auf 1800 Meter an. In Marokko und auf der Iberischen Halbinsel wird sie selten unter 200 Meter angetroffen, meist erst von etwa 1000 Meter bis zu 2700 Meter. Entlang der Mittelmeerküste Frankreichs, auf der Iberischen Halbinsel und in Marokko wird die Art von der Unterart Idaea deversaria fallax vertreten.

## Phänologie und Lebensweise
Die Falter fliegen im nördlichen Teil des Verbreitungsgebietes in einer Generation vom Mitte Juni bis Ende Juli, in den südlichen Teilen des Verbreitungsgebietes auch schon von Ende Mai. Nördlich der Alpen wird sehr selten, im Mittelmeerraum häufiger, eine partielle zweite Generation gebildet, die dann von Ende August bis Ende Oktober fliegt. Die Falter sind nachtaktiv. Sie fliegen künstliche Lichtquellen an und können geködert werden.
Die Raupen fressen nur getrocknetes oder verwelktes Pflanzenmaterial. Sie sind polyphag und wurden unter folgenden Pflanzen bzw. an deren Laub beobachtet: Felsen-Fetthenne (Sedum reflexum), Schlehdorn (Prunus spinosa), Eichen (Quercus), Pappeln (Populus), Linden (Tilia), Gilbweiderich (Lysimachia), Hauhecheln (Ononis) und Ampfer (Rumex). In der Zucht nehmen die Raupen auch Blätter von Löwenzahn (Taraxacum officinale) und Wegeriche (Plantago) sowie auch Blätter von verschiedenen Sträuchern und Bäumen. Im Winter wurden Raupen auch schon auf dem Moos Hylocomium beobachtet. Die Raupen überwintern und verpuppen sich im Frühjahr.

## Systematik
Die Art wurde 1847 von Gottlieb August Herrich-Schäffer als Acidalia deversaria erstmals beschrieben. Axel Hausmann listet neun Synonyme für diese Art. Die Art wird derzeit in zwei Unterarten unterteilt: I. deversaria deversaria und I. deversaria fallax Hausmann, 2003. fallax ist meist etwas kleiner (bis 20 Millimeter) und in der Grundfarbe etwas dunkler.

## Gefährdung
Die Art ist in Bayern, Mecklenburg-Vorpommern und Nordrhein-Westfalen in die Kategorie 2 eingestuft, d. h., sie ist dort stark gefährdet. In Sachsen und Rheinland-Pfalz steht sie in der Kategorie 3 (gefährdet). In Niedersachsen ist die Art akut vom Aussterben bedroht, war allerdings schon immer selten.